# Freila
Freila là một đô thị trong tỉnh Granada, Tây Ban Nha. Theo điều tra dân số 2005 (INE), đô thị này có dân số là 1039 người.
37°31′B 2°53′T / 37,517°B 2,883°T